# Anoploderma
Anoploderma é um gênero de coleóptero da tribo Anoplodermatini (Anoplodermatinae). Na qual compreende apenas três espécies, que ocorre na Argentina, Bolívia, Brasil, Paraguai e Peru.

## Espécies
- Anoploderma bicolor (Guérin-Méneville, 1840)
- Anoploderma breueri (Lameere, 1912)
- Anoploderma peruvianum (Dias, 1986)